# خوسيه موراليس (لاعب كرة قاعدة)
خوسيه موراليس (بالإنجليزية: José Morales)‏ هو لاعب كرة قاعدة أمريكي، ولد في 20 فبراير 1983 في ريو بيدراس ‏ في بورتوريكو.

## وصلات خارجية
- خوسيه موراليس (لاعب كرة قاعدة) على موقع دوري كرة القاعدة الرئيسي (الإنجليزية)
- خوسيه موراليس (لاعب كرة قاعدة) على موقعبيزبول رفرنس.كوم (الدوري الرئيسي) (الإنجليزية)
- خوسيه موراليس (لاعب كرة قاعدة) على موقعبيزبول رفرنس.كوم (الدوري الثانوي) (الإنجليزية)
- خوسيه موراليس (لاعب كرة قاعدة) على موقع إي إس بي إن.كوم (أم.أل.بي) (الإنجليزية)
- خوسيه موراليس (لاعب كرة قاعدة) على موقع مشجعي الرسوم البيانية (الإنجليزية)